# 田辺凌天
田辺 凌天（たなべ りょうてん、9月7日 - ）は、講談協会所属の講談師。

## 経歴
北海道札幌市出身。北海道札幌西高校卒業、北海道教育大学教育学部卒業、日本大学大学院芸術学研究科修了。
2015年8月、田辺凌鶴に入門。11月より前座となり、「凌天」を名乗る。
2021年4月、二ツ目昇進。

## 芸歴
- 2015年
  - 8月 - 田辺凌鶴に入門[1]。
  - 11月 - 前座となり、「凌天」を名乗る[1]。
- 2021年4月 - 二ツ目昇進[1]。

## 人物
- イチゴ好きである。2003年、TVチャンピオン「愛と情熱のストロベリーＭＡＴＣＨいちご王選手権」で優勝している[3][4]。
- 実姉は北海道大学大学院教育推進機構の繁富（栗林）香織[5]。